# Парез
Паре́з (від грец. páresis — послаблення) — ослаблення довільних рухів, неповний параліч якого-небудь м'язу, групи м'язів.
Парези та паралічі — рухові розлади, зумовлені одними й тими ж причинами. Наслідок пошкодження рухової пірамідної системи мозку.

## Класифікація
Окрім парезів скелетної мускулатури, термін застосовується й до м'язових шарів внутрішніх органів: парез кишки, сечового міхура, судин.
Парези поділяють на вроджені і набуті.
Поширеніші вроджені парези однієї руки, часто це відбувається від того, що при народженні дитині зачіпають плечове сплетіння. Там де травма, ручка розігнута у всіх суглобах, та внутрішньою стороною звисає паралельно тулубу. Рухи або обмежені, або зовсім відсутні.
У деяких, поодиноких випадках трапляються вроджені парези рук та ніг лише з однієї сторони (геміпарези), а іноді тільки ніг (нижній парапарез) у дітей з вродженими вадами розвитку головного або спинного мозку. Відомі випадки народження дітей з ураженням головного мозку, в яких парези утворювались в міру дорослішання, приблизно на другий рік життя.
Набуті парези та паралічі, які спричинюють хвороби центральної або периферійної нервових систем — інсультами, пухлинами нервової системи, енцефалітами, спадковими захворюваннями, поліневритами.